# Festival Eurovisão da Canção 1977
O Festival Eurovisão da Canção 1977 (em inglês: Eurovision Song Contest 1977 e em francês: Concours Eurovision de la chanson 1977)  foi o 22º Festival Eurovisão da Canção  e realizou-se em 7 de maio de 1977 em Londres. A apresentadora foi a jornalista Angela Rippon. O Festival foi ganho pela portuguesa Marie Myriam que representava a França com a canção "L'oiseau et l'enfant" (O pássaro e a criança). Originalmente,a data prevista para o festival era o dia 2 de abril de 1977,mas devido a uma greve de funcionários da BBC,o festival foi adiado para o dia 7 de maio.
Neste ano, a Tunísia iria participar pela primeira vez no certame e se apresentaria na posição de número 4. Mas, por razões desconhecidas, o país acabou desistindo de sua participação.

## Local
O Festival Eurovisão da Canção 1977 ocorreu  Londres no Reino Unido, que já tinha sido sede das edições de 1960, de 1963 e de 1968. Londres é a segunda maior Europa e durante muitos anos foi a maior cidade do mundo. De uma cidade romana chamada Londínio, a capital da região administrativa romana Britannia, a cidade acabou por se tornar o centro do império britânico, contribuindo hoje com 17% do PIB de um país que é a quarta maior economia do mundo. Londres tem sido um dos mais importantes centros da política e do comércio mundiais por mais de 2 mil anos(apesar de a capital do Reino Unido ter sido Winchester durante grande parte da Idade Média).
O local escolhido para o certame foi o recém-inaugurado Centro de Convenções de Wembley. Este foi o primeiro centro multiúso do Reino Unido e foi demolido em 2006.

## Formato
A regra de os cantores interpretarem os temas na língua oficial de cada país voltou depois de em 1973 a 1976 ter sido permitido cantarem em qualquer língua (ou seja os países escandinavos e do norte da Europa preferiam cantar em inglês). Contudo, a Alemanha e a Bélgica tiveram a possibilidade de cantarem em inglês, porque já tinham escolhido as canções antes de a regra entrar em vigor.
A data inicial para a final foi o sábado 2 de abril de 1977. Mas,devido a uma greve dos funcionários da BBC,nem mesmo a final britânica pode ser realizada.Ao entender que esta edição poderia ser a primeira da história do certame a correr risco de cancelamento,outras emissoras se propuseram a organizar o certame,o que foi o caso dos Países Baixos que estava propondo realizar a segunda edição consecutiva no país,propondo Amsterdã,a Espanha,que estava novamente propondo Málaga e Portugal com Lisboa. Faltando 3 dias para a primeira data marcada,a BBC e a EBU anunciaram oficialmente que o Festival seria realizado no dia 7 de maio,cinco semanas depois da data original. No entanto, os sindicatos e técnicos holandeses declararam sua solidariedade aos colegas britânicos e ameaçaram entrar em greve por sua vez. Finalmente, um acordo, mediado pela UER e pela BBC foi efetivado.

## Contexto Geopolítico
Novamente,uma música portuguesa esteve envolvida em várias polêmicas,a maior parte delas causadas pelo chefe de produção da BBC, Bill Cotton,que se demonstrou constrangido pelo fato de que a música portuguesa estar se referindo publicamente "às novas liberdades", declarando que a política entrou de vez no contexto do festival,isto aconteceu pelo fato de que o letrista da música ser Ary dos Santos, um comunista assumido. No entanto, este mesmo havia estado presente em diversas edições do Festival,o que foi questionado pela imprensa portuguesa.Quando questionado por parte da imprensa internacional defendeu-se, dizendo: "a nossa canção é sobre morrer pelo seu país e renascer novamente em liberdade".
Uma outra controvérsia aconteceu com a delegação austríaca que era representada pelo grupo Schwetterlinge,que assumidamente tinha tendências esquerdistas. No entanto,eles já haviam anunciado que não iriam fazer nenhuma manifestação política durante a final,pois, a música não tinha esse contexto.Cabe ressaltar,que este até então era o ano mais controverso da história do Festival. Além da desconfiança de que a ideologia de esquerda estava presente nas as músicas de Portugal e Áustria,houve a greve na BBC e pairavam suspeitas de que para abafar a greve,a BBC corrompeu os jurados de diversos países para lhe dar a vitória,algo que quase foi comprovado durante a votação,quando durante uma boa parte da votação,o Reino Unido esteve na liderança do placar.

## Visual
Ao contrário das edições anteriores,a produção foi realizada de uma forma mais simples,o vídeo introdutório apresentou cada um países constituintes do Reino Unido apresentados por tomadas aéreas. Cada país foi introduzida pela sua bandeira e brasão. O vídeo termina com uma vista do Centro de Conferências de Wembley.
A orquestra, dirigida por Ronnie Hazlehurst, estava localizada num buraco na parte de trás do palco. Esta cova foi cercada por uma trilha circular e encimada por um arco móvel, formado por três arcos. Dois arcos menores, localizados em ambos os lados do buraco, foram integrados ao fundo. Na frente, três círculos sobrepostos acolheram os artistas. Todos os elementos da decoração eram de cor neutra e forrados com faixas de luz rosa. Holofotes de cores tornaram possível dar todos os tons de azul celeste, azul escuro, rosa ou laranja. A mesa do supervisor e o quadro de votação ficaram à direita do palco, no alto de uma escada. Durante o intervalo, a faixa circular ao redor da orquestra foi decorada com as bandeiras dos dezoito países participantes.
A apresentadora foi a jornalista Angela Rippon, que falou aos espectadores em inglês e francês.
Devido as dificuldades durante a produção,a filmagem dos cartões postais foi cancelada e pela primeira vez desde 1973,eles não exisitiram,durante o tempo de transição de cada uma das performances,foram mostradas imagens do público no local.
O intervalo foi ocupado por um filme feito durante a semana de ensaios nos bares de Londres, onde é possível ouvir música jazz.

## Votação
Cada país tinha um júri composto por 11 elementos, que atribuiu 12, 10, 8, 7, 6, 5, 4, 3, 2, 1 pontos às dez canções mais votadas.
O supervisor delegado pela UER foi, mais uma vez, Clifford Brown, que teve de intervir três vezes durante a votação,todas relacionadas a falhas técnicas,que atrapalharam a condução de Angela Rippon,quando a mesma teve que fazer as conexões relacionadas a língua francesa. Em primeiro lugar,durante a divulgação dos resultados do juri monegasco,que deu 3 pontos aos Países Baixos,a mesa atribuiu dois pontos em vez de três, sem que o escrutinador interviesse.Isso provocou uma reação inesperada do porta-voz neerlandês,que pediu para que os pontos acumulados por seu país possem retificados imediatamente.Após essa situação,houve uma discussão entre Rippon e Brown.Rippon contrariada propôs que a votação continuasse normalmente. O erro foi finalmente corrigido apenas depois dos pontos do Reino Unido terem sido revelados. Então, o porta-voz britânico teve que ser interrompido pelo supervisor.Assim, a mesa teve que interromper imediatamente a votação. Para piorar,a situação, o porta-voz do júri israelense acabou se esquecendo de divulgar que a  Suíça tinha ganhado 4 pontos de seu país. O supervisor então enfatizou seu esquecimento e a pontuação foi corrigida.
Durante a votação, a câmera fez vários close-ups dos artistas. Em particular,aqueles que durante algum momento lideraram a votação como: Lynsey de Paul, Mike Moran e Marie Myriam apareceram.
Pela primeira vez, a host-broadcaster colocou as bandeiras dos países participantes no placar.

## Participações

Países participantes

| País          | Título original da Canção                       | Artista                            | Processo                                                | Data da Selecção        |
| País          | Tradução em Português                           | Idiomas de Interpretação           | Processo                                                | Data da Selecção        |
| ------------- | ----------------------------------------------- | ---------------------------------- | ------------------------------------------------------- | ----------------------- |
| Alemanha      | "Telegram"                                      | Silver Convention                  | Seleção Interna                                         | -                       |
| Alemanha      | Telegrama                                       | Inglês                             | Seleção Interna                                         | -                       |
| Áustria       | "Boom Boom Boomerang"                           | Schmetterlinge                     | Seleção Interna                                         | -                       |
| Áustria       | Boom Boom Boomerang                             | Alemãoa                            | Seleção Interna                                         | -                       |
| Bélgica       | "A Million in One, Two, Three"                  | Dream Express                      | Eurosong 1977                                           | 5 de fevereiro de 1977  |
| Bélgica       | Um Milhão, em Um, Dois, Três                    | Inglês                             | Eurosong 1977                                           | 5 de fevereiro de 1977  |
| Espanha       | "Enséñame a cantar"                             | Micky                              | Seleção Interna                                         | -                       |
| Espanha       | Enséñame a cantar                               | Castelhano                         | Seleção Interna                                         | -                       |
| Finlândia     | "Lapponia"                                      | Monica Aspelund                    | Euroviisut 1977                                         | 22 de fevereiro de 1977 |
| Finlândia     | Lapónia                                         | Finlandês                          | Euroviisut 1977                                         | 22 de fevereiro de 1977 |
| França        | "L'oiseau et l'enfant"                          | Marie Myriam                       | Concours de la Chanson Française pour l'Eurovision 1977 | 6 de março de 1977      |
| França        | O pássaro e a criança                           | Francês                            | Concours de la Chanson Française pour l'Eurovision 1977 | 6 de março de 1977      |
| Grécia        | "Mathima Solfege" (Μάθημα σολφέζ)               | Paschalis, Marianna, Robert, Bessy | Seleção interna                                         | -                       |
| Grécia        | Lição de solfejo                                | Grego                              | Seleção interna                                         | -                       |
| Irlanda       | "It's Nice to Be in Love Again"                 | The Swarbriggs Plus Two            | Irish Final 1977                                        | 20 de fevereiro de 1977 |
| Irlanda       | Qué bom é estar apaixonado outra vez            | Inglês                             | Irish Final 1977                                        | 20 de fevereiro de 1977 |
| Israel        | "Ahava Hi Shir Lishnayim" (אהבה היא שיר לשניים) | Ilanit                             | Seleção interna                                         | -                       |
| Israel        | Amor é uma Canção Para Dois                     | Hebreu                             | Seleção interna                                         | -                       |
| Itália        | "Libera"                                        | Mia Martini                        | Seleção interna                                         | -                       |
| Itália        | Livre                                           | Italiano                           | Seleção interna                                         | -                       |
| Luxemburgo    | "Frère Jacques"                                 | Anne-Marie B                       | Seleção interna                                         | -                       |
| Luxemburgo    | Irmão Jacques                                   | Francês                            | Seleção interna                                         | -                       |
| Mónaco        | "Une petite française"                          | Michèle Torr                       | Seleção interna                                         | -                       |
| Mónaco        | Uma francesinha                                 | Francês                            | Seleção interna                                         | -                       |
| Noruega       | "Casanova"                                      | Anita Skorgan                      | Melodi Grand Prix 1977                                  | 19 de fevereiro de 1977 |
| Noruega       | Casanova                                        | Norueguês                          | Melodi Grand Prix 1977                                  | 19 de fevereiro de 1977 |
| Países Baixos | "De mallemolen"                                 | Heddy Lester                       | Nationaal Songfestival 1977                             | 2 de fevereiro de 1977  |
| Países Baixos | O Carrossel                                     | Holandês                           | Nationaal Songfestival 1977                             | 2 de fevereiro de 1977  |
| Portugal      | "Portugal no coração"                           | Os Amigos                          | As Sete Canções 1977                                    | 12 de fevereiro de 1977 |
| Portugal      | Portugal no Coração                             | Português                          | As Sete Canções 1977                                    | 12 de fevereiro de 1977 |
| Reino Unido   | "Rock Bottom"                                   | Lynsey De Paul & Mike Moran        | A song for Europe 1977                                  | 9 de março de 1977      |
| Reino Unido   | Na pior                                         | Inglês                             | A song for Europe 1977                                  | 9 de março de 1977      |
| Suécia        | "Beatles"                                       | Forbes                             | Melodifestivalen 1977                                   | 26 de fevereiro de 1977 |
| Suécia        | Beatles                                         | Sueco                              | Melodifestivalen 1977                                   | 26 de fevereiro de 1977 |
| Suíça         | "Swiss Lady"                                    | Pepe Lienhard Band                 | Schweizer Vorentscheid 1977                             | 19 de janeiro de 1977   |
| Suíça         | Senhora suíça                                   | Alemão                             | Schweizer Vorentscheid 1977                             | 19 de janeiro de 1977   |

## Festival
| #   | País          | Idioma     | Artista                            | Canção                                          | Lugar | Pontuação |
| --- | ------------- | ---------- | ---------------------------------- | ----------------------------------------------- | ----- | --------- |
| 1º  | Irlanda       | Inglês     | The Swarbriggs Plus Two            | "It's Nice to Be in Love Again"                 | 3º    | 119       |
| 2º  | Mónaco        | Francês    | Michèle Torr                       | "Une petite française"                          | 4º    | 96        |
| 3º  | Países Baixos | Holandês   | Heddy Lester                       | "De mallemolen"                                 | 12º   | 35        |
| 4º  | Áustria       | Alemãoa    | Schmetterlinge                     | "Boom Boom Boomerang"                           | 17º   | 11        |
| 5º  | Noruega       | Norueguês  | Anita Skorgan                      | "Casanova"                                      | 14º   | 18        |
| 6º  | Alemanha      | Inglês     | Silver Convention                  | "Telegram"                                      | 8º    | 55        |
| 7º  | Luxemburgo    | Francês    | Anne-Marie B                       | "Frère Jacques"                                 | 16º   | 17        |
| 8º  | Portugal      | Português  | Os Amigos                          | "Portugal no coração"                           | 14º   | 18        |
| 9º  | Reino Unido   | Inglês     | Lynsey De Paul & Mike Moran        | "Rock Bottom"                                   | 2º    | 121       |
| 10º | Grécia        | Grego      | Paschalis, Marianna, Robert, Bessy | "Mathima Solfege" (Μάθημα σολφέζ)               | 5º    | 92        |
| 11º | Israel        | Hebraico   | Ilanit                             | "Ahava Hi Shir Lishnayim" (אהבה היא שיר לשניים) | 11º   | 49        |
| 12º | Suíça         | Alemão     | Pepe Lienhard Band                 | "Swiss Lady"                                    | 6º    | 71        |
| 13º | Suécia        | Sueco      | Forbes                             | "Beatles"                                       | 18º   | 2         |
| 14º | Espanha       | Castelhano | Micky                              | "Enséñame a cantar"                             | 9º    | 52        |
| 15º | Itália        | Italiano   | Mia Martini                        | "Libera"                                        | 13º   | 33        |
| 16º | Finlândia     | Finlandês  | Monica Aspelund                    | "Lapponia"                                      | 10º   | 50        |
| 17º | Bélgica       | Inglês     | Dream Express                      | "A Million in One, Two, Three"                  | 7º    | 69        |
| 18º | França        | Francês    | Marie Myriam                       | "L'oiseau et l'enfant"                          | 1º    | 136       |

Notas:
a. ↑ Contem versos em Inglês.

### Resultados
A ordem de votação no Festival Eurovisão da Canção 1977, foi a seguinte:

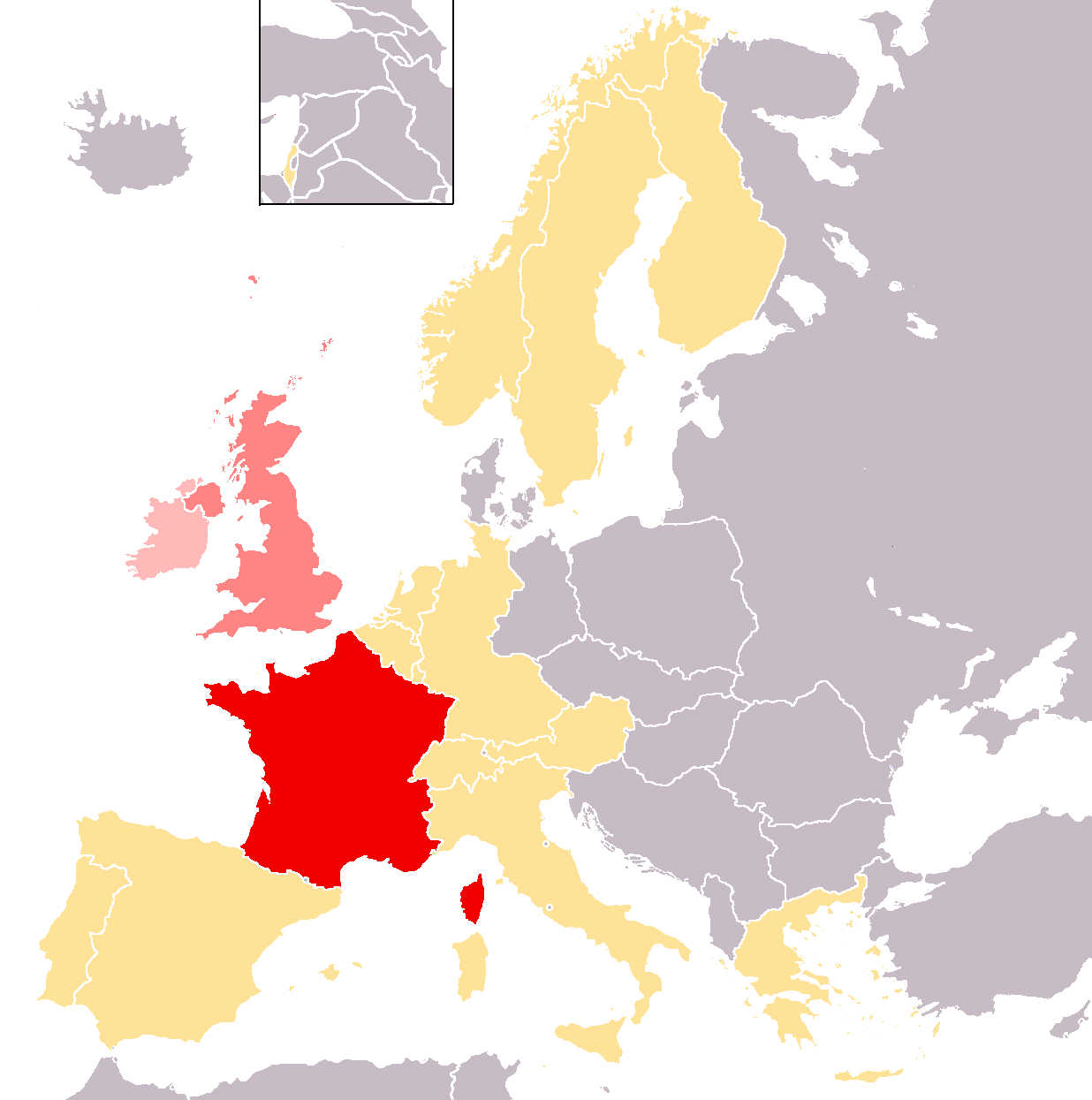
Vencedor
2º classificado
3º classificado

| Países Votantes | Países Pontuados     | Países Pontuados | Países Pontuados | Países Pontuados | Países Pontuados | Países Pontuados | Países Pontuados | Países Pontuados | Países Pontuados | Países Pontuados | Países Pontuados | Países Pontuados | Países Pontuados | Países Pontuados | Países Pontuados | Países Pontuados | Países Pontuados | Países Pontuados |
| --------------- | -------------------- | ---------------- | ---------------- | ---------------- | ---------------- | ---------------- | ---------------- | ---------------- | ---------------- | ---------------- | ---------------- | ---------------- | ---------------- | ---------------- | ---------------- | ---------------- | ---------------- | ---------------- |
| Países Votantes | República da Irlanda | Mónaco           | Países Baixos    | Áustria          | Noruega          | Alemanha         | Luxemburgo       | Portugal         | Reino Unido      | Grécia           | Israel           | Suíça            | Suécia           | Espanha          | Itália           | Finlândia        | Bélgica          | França           |
| Irlanda         |                      | 5                | 3                |                  |                  | 1                | 2                |                  |                  |                  | 7                | 6                |                  |                  | 8                | 12               | 4                | 10               |
| Mónaco          | 8                    |                  | 3                | 5                |                  | 1                |                  | 2                | 12               | 10               | 7                |                  |                  |                  | 6                |                  |                  | 4                |
| Países Baixos   | 1                    |                  |                  |                  |                  | 3                |                  | 2                | 7                | 10               | 5                |                  |                  | 6                |                  | 4                | 12               | 8                |
| Áustria         | 5                    | 8                |                  |                  |                  | 2                |                  |                  | 12               | 4                | 3                | 10               |                  | 1                |                  | 6                |                  | 7                |
| Noruega         | 12                   | 1                |                  | 2                |                  |                  |                  |                  | 7                | 4                | 5                | 10               |                  |                  |                  | 8                | 6                | 3                |
| Alemanha        | 5                    | 6                |                  |                  |                  |                  |                  | 1                | 10               | 4                |                  |                  | 2                | 7                | 3                |                  | 8                | 12               |
| Luxemburgo      | 8                    | 1                |                  |                  | 3                | 2                |                  |                  | 12               | 6                |                  | 5                |                  | 7                |                  |                  | 4                | 10               |
| Portugal        | 1                    | 6                |                  |                  | 2                | 8                |                  |                  | 12               | 10               |                  | 4                |                  |                  | 3                |                  | 7                | 5                |
| Reino Unido     | 12                   | 7                | 1                |                  | 2                | 8                |                  |                  |                  | 5                |                  | 4                |                  | 3                |                  |                  | 10               | 6                |
| Grécia          | 10                   | 12               | 1                | 3                |                  | 8                |                  |                  |                  |                  |                  | 6                |                  | 4                |                  |                  | 5                | 7                |
| Israel          | 12                   | 2                | 1                |                  |                  | 5                |                  |                  | 8                | 3                |                  | 4                |                  |                  |                  | 2                | 6                | 10               |
| Suíça           | 8                    | 6                | 7                |                  |                  |                  |                  | 4                |                  | 1                | 10               |                  |                  | 3                | 2                | 7                |                  | 12               |
| Suécia          | 12                   | 10               |                  |                  | 1                | 5                |                  |                  | 8                | 7                | 3                |                  |                  |                  |                  | 5                | 4                | 6                |
| Espanha         | 4                    | 8                | 1                |                  |                  | 5                | 7                |                  | 3                | 12               | 6                |                  |                  |                  | 2                | 2                |                  | 10               |
| Itália          | 8                    | 12               |                  |                  | 5                | 6                |                  | 3                | 2                | 1                |                  | 4                |                  | 7                |                  |                  |                  | 10               |
| Finlândia       |                      | 5                |                  | 1                |                  |                  | 8                |                  | 4                | 6                |                  | 10               |                  | 7                | 2                |                  | 3                | 12               |
| Bélgica         | 3                    | 2                | 10               |                  | 5                |                  |                  |                  | 12               | 6                | 1                | 8                |                  | 7                |                  |                  |                  | 4                |
| França          | 10                   | 5                | 8                |                  |                  | 1                |                  | 6                | 12               | 3                | 2                |                  |                  |                  | 7                | 4                |                  |                  |
| Total           | 119                  | 96               | 35               | 11               | 18               | 55               | 17               | 18               | 121              | 92               | 49               | 71               | 2                | 52               | 33               | 50               | 69               | 136              |
| Lugar           | 3º                   | 4º               | 12º              | 17º              | 14º              | 8º               | 16º              | 14º              | 2º               | 5º               | 11º              | 6º               | 18º              | 9º               | 13º              | 10º              | 7º               | 1º               |
| Países Votantes | República da Irlanda | Mónaco           | Países Baixos    | Áustria          | Noruega          | Alemanha         | Luxemburgo       | Portugal         | Reino Unido      | Grécia           | Israel           | Suíça            | Suécia           | Espanha          | Itália           | Finlândia        | Bélgica          | França           |
| Países Votantes | Países Pontuados     |                  |                  |                  |                  |                  |                  |                  |                  |                  |                  |                  |                  |                  |                  |                  |                  |                  |

| Países Votantes | Países Pontuados     | Países Pontuados | Países Pontuados | Países Pontuados | Países Pontuados | Países Pontuados | Países Pontuados | Países Pontuados | Países Pontuados | Países Pontuados | Países Pontuados | Países Pontuados | Países Pontuados | Países Pontuados | Países Pontuados | Países Pontuados | Países Pontuados | Países Pontuados |
| --------------- | -------------------- | ---------------- | ---------------- | ---------------- | ---------------- | ---------------- | ---------------- | ---------------- | ---------------- | ---------------- | ---------------- | ---------------- | ---------------- | ---------------- | ---------------- | ---------------- | ---------------- | ---------------- |
| Países Votantes | República da Irlanda | Mónaco           | Países Baixos    | Áustria          | Noruega          | Alemanha         | Luxemburgo       | Portugal         | Reino Unido      | Grécia           | Israel           | Suíça            | Suécia           | Espanha          | Itália           | Finlândia        | Bélgica          | França           |
| Irlanda         | 0                    | 5                | 3                | 0                | 0                | 1                | 2                | 0                | 0                | 0                | 7                | 6                | 0                | 0                | 8                | 12               | 4                | 10               |
| Mónaco          | 8                    | 5                | 6                | 5                | 0                | 2                | 2                | 2                | 12               | 10               | 14               | 6                | 0                | 0                | 14               | 12               | 4                | 14               |
| Países Baixos   | 9                    | 5                | 6                | 5                | 0                | 5                | 2                | 4                | 19               | 20               | 19               | 6                | 0                | 6                | 14               | 16               | 16               | 22               |
| Áustria         | 14                   | 13               | 6                | 5                | 0                | 7                | 2                | 4                | 31               | 24               | 22               | 16               | 0                | 7                | 14               | 22               | 16               | 29               |
| Noruega         | 26                   | 14               | 6                | 7                | 0                | 7                | 2                | 4                | 38               | 28               | 27               | 26               | 0                | 7                | 14               | 30               | 22               | 32               |
| Alemanha        | 31                   | 20               | 6                | 7                | 0                | 7                | 2                | 5                | 48               | 32               | 27               | 26               | 2                | 14               | 17               | 30               | 30               | 44               |
| Luxemburgo      | 39                   | 21               | 6                | 7                | 3                | 9                | 2                | 5                | 60               | 38               | 27               | 31               | 2                | 21               | 17               | 30               | 34               | 54               |
| Portugal        | 40                   | 27               | 6                | 7                | 5                | 17               | 2                | 5                | 72               | 48               | 27               | 35               | 2                | 21               | 20               | 30               | 41               | 59               |
| Reino Unido     | 52                   | 34               | 7                | 7                | 7                | 25               | 2                | 5                | 72               | 53               | 27               | 39               | 2                | 24               | 20               | 30               | 51               | 65               |
| Grécia          | 62                   | 46               | 8                | 10               | 7                | 33               | 2                | 5                | 72               | 53               | 27               | 45               | 2                | 28               | 20               | 30               | 56               | 72               |
| Israel          | 74                   | 48               | 9                | 10               | 7                | 38               | 2                | 5                | 80               | 56               | 27               | 49               | 2                | 28               | 20               | 32               | 62               | 82               |
| Suíça           | 82                   | 54               | 16               | 10               | 7                | 38               | 2                | 9                | 80               | 57               | 37               | 49               | 2                | 31               | 22               | 39               | 62               | 94               |
| Suécia          | 94                   | 64               | 16               | 10               | 8                | 43               | 2                | 9                | 88               | 64               | 40               | 49               | 2                | 31               | 22               | 44               | 66               | 100              |
| Espanha         | 98                   | 72               | 17               | 10               | 8                | 48               | 9                | 9                | 91               | 76               | 46               | 49               | 2                | 31               | 24               | 46               | 66               | 110              |
| Itália          | 106                  | 84               | 17               | 10               | 13               | 54               | 9                | 12               | 93               | 77               | 46               | 53               | 2                | 38               | 24               | 46               | 66               | 120              |
| Finlândia       | 106                  | 89               | 17               | 11               | 13               | 54               | 17               | 12               | 97               | 83               | 46               | 63               | 2                | 45               | 26               | 46               | 69               | 132              |
| Bélgica         | 109                  | 91               | 27               | 11               | 18               | 54               | 17               | 12               | 109              | 89               | 47               | 71               | 2                | 52               | 26               | 46               | 69               | 136              |
| França          | 119                  | 96               | 35               | 11               | 18               | 55               | 17               | 18               | 121              | 92               | 49               | 71               | 2                | 52               | 33               | 50               | 69               | 136              |
| Lugar           | 3º                   | 4º               | 12º              | 17º              | 14º              | 8º               | 16º              | 14º              | 2º               | 5º               | 11º              | 6º               | 18º              | 9º               | 13º              | 10º              | 7º               | 1º               |
| Países Votantes | República da Irlanda | Mónaco           | Países Baixos    | Áustria          | Noruega          | Alemanha         | Luxemburgo       | Portugal         | Reino Unido      | Grécia           | Israel           | Suíça            | Suécia           | Espanha          | Itália           | Finlândia        | Bélgica          | França           |
| Países Votantes | Países Pontuados     |                  |                  |                  |                  |                  |                  |                  |                  |                  |                  |                  |                  |                  |                  |                  |                  |                  |

#### 12 pontos
Os países que receberam 12 pontos foram os seguintes:
| # | Países Pontuados | Países Votantes                                        |
| - | ---------------- | ------------------------------------------------------ |
| 6 | Reino Unido      | Áustria, Bélgica, França, Luxemburgo, Mónaco, Portugal |
| 4 | Irlanda          | Israel, Noruega, Reino Unido, Suécia                   |
| 3 | França           | Alemanha, Finlândia, Suíça                             |
| 2 | Mónaco           | Grécia, Itália                                         |
| 1 | Bélgica          | Países Baixos                                          |
| 1 | Finlândia        | Irlanda                                                |
| 1 | Grécia           | Espanha                                                |

### Maestros
Em baixo encontra-se a lista de maestros que conduziram a orquestra, na respectiva actuação de cada país concorrente.
| País              | Maestro              |
| ----------------- | -------------------- |
| Irlanda           | Noel Kelehan         |
| Mónaco            | Yvon Rioland         |
| Países Baixos     | Harry van Hoof       |
| Áustria           | Christian Kolonovits |
| Noruega           | Carsten Klouman      |
| Alemanha          | Ronnie Hazlehurst    |
| Luxemburgo        | Johnny Arthey        |
| Portugal          | José Calvário        |
| Reino Unido       | Ronnie Hazlehurst    |
| Grécia            | George Hatzinassios  |
| Israel            | Eldad Shrim          |
| Suíça             | Peter Jacques        |
| Suécia            | Anders Berglund      |
| Espanha           | Rafael Ibarbia       |
| Itália            | Maurizio Fabrizio    |
| Finlândia         | Ossi Runne           |
| Bélgica           | Alyn Ainsworth       |
| França            | Raymond Donnez       |
| Maestro anfitrião | Ronnie Hazlehurst    |

## Artistas repetentes
Em 1977, os repetentes foram:
| País (1977) | Foto                                                | Artista                                             | Ano Anterior                             | País Representado | Canção                        | Tradução                         | Pontuação | Classificação |
| ----------- | --------------------------------------------------- | --------------------------------------------------- | ---------------------------------------- | ----------------- | ----------------------------- | -------------------------------- | --------- | ------------- |
| Mónaco      |                                                     | Michèle Torr                                        | ESC 1966                                 | Luxemburgo        | "Ce soir je t'attendais"      | Esta noite espero por ti         | 7         | 10º           |
| Bélgica     |                                                     | Patricia Maessen (como parte dos Hearts of Soul)    | ESC 1970 (como parte das Hearts of Soul) | Países Baixos     | "Waterman"                    | Aquário                          | 7         | 7º            |
| Bélgica     | Bianca Maessen (como parte dos Hearts of Soul)      |                                                     | ESC 1970 (como parte das Hearts of Soul) | Países Baixos     | "Waterman"                    | Aquário                          | 7         | 7º            |
| Bélgica     | Stella Maessen (como parte dos Hearts of Soul)      |                                                     | ESC 1970 (como parte das Hearts of Soul) | Países Baixos     | "Waterman"                    | Aquário                          | 7         | 7º            |
| Áustria     |                                                     | Beatrix Neundlinger (como parte dos Schmetterlinge) | ESC 1972 (como parte dos Milestones)     | Áustria           | "Falter im Wind"              | Borboleta no Vento               | 100       | 5º            |
| Áustria     | Günter Grosslercher (como parte dos Schmetterlinge) |                                                     | ESC 1972 (como parte dos Milestones)     | Áustria           | "Falter im Wind"              | Borboleta no Vento               | 100       | 5º            |
| Israel      |                                                     | Ilanit                                              | ESC 1973                                 | Israel            | "Ey Sham"                     | Em algum lugar                   | 97        | 4º            |
| Portugal    |                                                     | Fernando Tordo (como parte d'Os Amigos)             | ESC 1973                                 | Portugal          | "Tourada"                     | Tourada                          | 80        | 10º           |
| Portugal    |                                                     | Paulo de Carvalho (como parte d'Os Amigos)          | ESC 1974                                 | Portugal          | "E depois do Adeus"           | E depois do Adeus                | 3         | 14º           |
| Irlanda     |                                                     | The Swarbriggs (como The Swarbriggs Plus Two)       | ESC 1975                                 | Irlanda           | "That's What Friends Are For" | É para isso que os amigos servem | 68        | 9º            |